# Hindaun
Hindaun là một thành phố và khu đô thị của quận Karauli thuộc bang Rajasthan, Ấn Độ.

## Địa lý
Hindaun có vị trí 26°43′B 77°01′Đ / 26,72°B 77,02°Đ Nó có độ cao trung bình là 235 mét (770 feet).

## Nhân khẩu
Theo điều tra dân số năm 2001 của Ấn Độ, Hindaun có dân số 84.784 người. Phái nam chiếm 54% tổng số dân và phái nữ chiếm 46%. Hindaun có tỷ lệ 61% biết đọc biết viết, cao hơn tỷ lệ trung bình toàn quốc là 59,5%: tỷ lệ cho phái nam là 71%, và tỷ lệ cho phái nữ là 49%. Tại Hindaun, 18% dân số nhỏ hơn 6 tuổi.